# Ваня-Чумо
Ваня-Чумо — деревня в Дебёсском районе Удмуртской республики.

## География
Находится в восточной части Удмуртии на расстоянии приблизительно 7 км на север-северо-запад по прямой от районного центра села Дебёссы.

## История
Известна с 1873 года как починок с 7 дворами. В 1905 году — 16 дворов, в 1924 (уже деревня) 26. До 2021 года входила в состав Тольенского сельского поселения.

## Население
Постоянное население составляло 70 человек (1873 год), 201 (1905), 255 (1926), 18 человек в 2002 году (удмурты 94 %), 8 в 2012.